# Tomás Dente
Tomás Dente (Buenos Aires, 1 de noviembre de 1976) es un periodista y presentador de televisión argentino.

## Carrera profesional
Tomás Dente comenzó su carrera a los 19 años trabajando como encuestador para la programación de El trece. Tiempo después, se recibió de periodista en 2002 y fue elegido para ser notero del programa de moda Tendencia (2005) emitido por Canal 9. Poco después, Viviana Canosa, que trabajaba en el mismo canal, lo vio y le propuso a Dente ser parte de su programa Los profesionales (2006–2007), donde comenzó a hacer sus primeras notas televisivas a primeras figuras del espectáculo. Su siguiente trabajo fue en el programa BDV presentado por Ángel de Brito, donde también ofició de notero desde 2008 hasta el 2010. 
En 2008, también fue convocado para formar parte del programa Hoy puede ser conducido por Andrea del Boca en el El trece, el cual permaneció hasta el 2009. En ese ciclo compartió estudio con su hermano Fernando. Al año siguiente, Tomás fue panelista en el programa Rumores de Canal 26 y presentado por Susana Roccasalvo.Esa misma temporada es convocado por las autoridades de América 2 para conformar parte del ciclo vespertino "Los unos y los otros" presidido por Andrea Politti. En 2010, trabajó como panelista en Mauro 360° que fue presentado por Mauro Viale en la pantalla de América TV y A24. Allí supo destacarse por las divertidas peleas televisivas contra el hosco conductor. De repente toda la tele hablaba del joven irreverente que le hacía frente a Viale.
Más tarde, Dente fue convocado en 2011 por Marcelo Polino para ser el nuevo panelista del exitoso ciclo de domingos  Ponele la firma, rol que cumplió hasta el 2014. Asimismo, fue notero del segmento "Bellezas internacionales" del programa Sábado bus conducido por Nicolás Repetto y emitido por Telefe.Llevando a las mujeres más hermosas del país a recorrer el mundo. Al año siguiente, participó como panelista en el programa Cadena de noticias en A24 (2012) junto a Gisela Marziotta y Cielo Latini. En 2013, se incorporó al equipo de Desayuno americano, donde nuevamente volvió a ocupar el lugar de cronista y movilero. Ese mismo año, le llegó la oportunidad de conducir su primer programa junto a Silvina Fuentes titulado Espectáculos 24 en la señal de A24 obteniendo los márgenes de audiencia más elevados de ese canal de noticias. Seguidamente, Tomás trabajó como coconductor junto a Paula Trápani en el programa de actualidad Todo en uno de A24, el cual perduró hasta el 2016.
Su siguiente trabajo fue en el programa Nosotros al mediodía (2014) conducido por Fabián Doman y televisado por El trece, que en 2015 pasó a llamarse Nosotros a la mañana, donde se destacó por pasar audios de los famosos y responderles en vivo. Logró así consolidarse como uno de los periodistas más fuertes serios y creíbles de la Tv. Decidió renunciar en 2020 por otros proyectos laborales. En 2017, fue convocado para realizar notas fuera de cámara a los participantes de Cuestión de peso y poco después participó como panelista en el programa El tratamiento que se emitió por Ciudad Magazine. Ese mismo año, Dente se convirtió en el conductor de Vino para vos emitido por KZO, ciclo exitosisimo que lo erigió cómo entrevistador de charlas emotivas y lacrimógenas a distintas personalidades del ambiente artístico en un mano a mano, transformándose así en el ciclo más referenciado y popular de ese canal hasta el momento. En 2019, Tomás fue convocado por LaFlia para conducir junto a Noelia Antonelli el programa Siempre show, donde realizaban la cobertura del Bailando por un sueño.
En 2021, tras su renuncia a Nosotros a la mañana, Tomás fue convocado por Kuarzo para conducir una segunda temporada de Vino para vos y ser panelista en el programa de archivos Editando tele televisado por Net tv. En el 2022 fue convocado por Flor Peña para formar parte del staff de "Flor de equipo" en Telefe, pero a los pocos meses Tomás decidió presentar su renuncia por su reticencia a seguir hablando de chimentos.
Desde marzo de 2022 comenzó su primera conducción en aire, La tarde del nueve (El nueve) que emiten los sábados y domingos junto a Pía Slapka en un ciclo de larga duración durante los fines de semana con juegos, entretenimientos, cocina y notas.
Para fines del 2023 regresó con su clásico ciclo de entrevistas. En este caso se llamó "Entre nos" emitiendose sábados y domingos por NET TV más tarde desde 2024 conduce "El impertinente".

## Televisión
| Año             | Título                              | Rol          | Notas          |
| --------------- | ----------------------------------- | ------------ | -------------- |
| 2005            | Tendencia                           | Notero       |                |
| 2006–2007       | Los profesionales de siempre        | Notero       |                |
| 2008–2010       | BDV                                 | Notero       |                |
| 2008–2009       | Hoy puede ser                       | Notero       |                |
| 2010            | Rumores                             | Panelista    |                |
| 2010–2012       | Mauro 360°                          | Panelista    |                |
| 2011–2014       | Ponele la firma                     | Panelista    |                |
| 2011            | Sábado bus                          | Notero       |                |
| 2012            | Cadena de noticias                  | Panelista    |                |
| 2013–2015       | Desayuno americano                  | Notero       |                |
| 2013            | Espectáculos 24                     | Conductor    |                |
| 2014–2016       | Todo en uno                         | Coconductor  |                |
| 2014            | Nosotros al mediodía                | Panelista    |                |
| 2015–2020       | Nosotros a la mañana                | Panelista    |                |
| 2017            | Cuestión de peso                    | Notero       |                |
| 2017            | El tratamiento de la TV             | Panelista    |                |
| 2017–2018, 2021 | Vino para vos                       | Conductor    |                |
| 2019–2020       | Siempre show                        | Conductor    |                |
| 2021-2022       | Editando tele                       | Panelista    |                |
| 2021            | El challenge, desafío de estilistas | Participante | 1.er eliminado |
| 2022            | Flor de equipo                      | Panelista    |                |
| 2022-2023       | La tarde del Nueve                  | Conductor    |                |
| 2023-2025       | Entre nos                           | Conductor    |                |
| 2023–presente   | El impertinente                     | Conductor    |                |
| 2025–presente   | +Verdad                             | Panelista    |                |
| 2025            | +Que Ver                            | Panelista    |                |